# Lipogênese

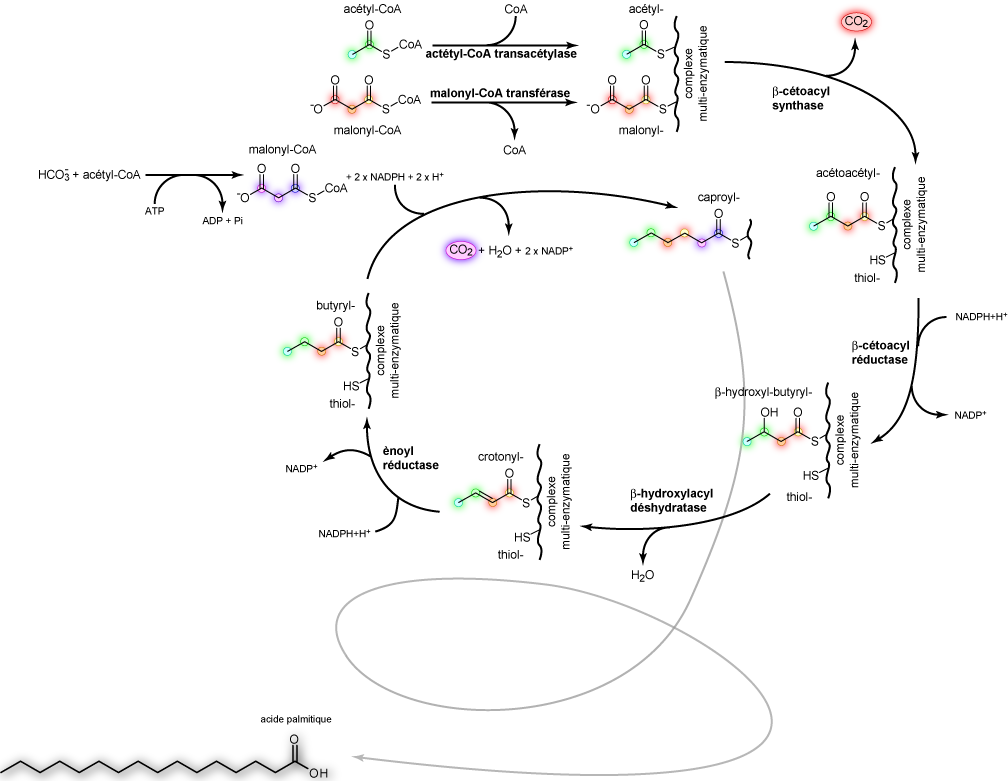
Lipogênese do ácido palmítico pela proteína transportadora de acila.

A Lipogênese (português brasileiro) ou Lipogénese (português europeu) é a síntese de ácidos graxos e triglicérides, que serão armazenados subsequentemente no fígado e no tecido adiposo. A Lipogênese é regulada por vários fatores, entre os quais estão os elementos nutricional, hormonal e genético. Geralmente ocorre em dietas hipercalóricas.
Pelas vias normais de glicólise a glicose é transformada em piruvato que depois é transformado em acetil-CoA, pela ação da piruvato desidrogenase. O acetil-CoA entra no Ciclo de Krebs (CK) unindo-se ao oxaloacetato (OAA(também sintetizado a partir de certos aminoácidos)) formando citrato, onde ocorre a diferença para a lipogênese no CK, mas que em situações normais segue o CK gerando equivalentes de redução para a cadeia respiratória (Cadeia Oxidativa Mitocondrial Transportadora de Elétrons - COMTE, que seria o nome "mais correto") passando para a Fosforilação Oxidativa, onde há a produção de ATP (trifosfato de adenosina). Neste momento que ocorre a primeira diferenciação para lipogênese, pois ATP sendo produzido em quantidades desnecessárias (em excesso) gera efetores para todas vias metabólicas antecedentes, ou seja, todas as rotas desaceleram, porém o citrato continua a ser produzido, pois ele em excesso acaba não gerando efetores, e sim extravasando para o citosol através da tricarboxilato translocase, uma proteína de membrana da mitocôndria. O citrato agora no citosol é transformado novamente em acetil-CoA e OAA, através da citrato liase (altamente estimulada por insulina). O OAA é transformado em malato pela malato desidrogenase e é transportado de volta para o interior da mitocôndria, onde mantem uma constante com OAA, e permite que siga contínua a lipogênese, pois é o precursor do citrato, como dito anteriormente. Já o acetil-CoA gerado entra em uma via metabólica que produzirá ácidos graxos, sendo ela: primeiro passo: Acetil-CoA gera Maloni-CoA, que logo perde sua coenzima A e começa a ser transportada por uma Proteína Carregadora de Acila (ACP) carregando um grupamento 4-fosfopanteteína (cofator - Vitamina B5) formando a Malonil-ACP; segundo passo: ocorre uma reação cíclica onde uma cascata complexa une outro acetil-Coa a esse Malonil-ACP, este ACP retorna ao início do ciclo mais seis vezes, ao final de todas estas vias é formando o palmitato, que é um éster de 16 carbonos que é precursor dos ácidos graxos saturados de cadeia longa do organismo humano que exercem suas devidas diferenciações e funções, mas também armazenados no tecido adiposo na forma de triglicerídeos.